# FIFA 18
FIFA 18 é um jogo eletrônico de futebol desenvolvido e publicado pela EA Sports, que foi lançado mundialmente em 1 de Novembro de 2017. Este é o vigésimo quinto título principal da série FIFA e o segundo a usar o mecanismo de jogo da Frostbite para Xbox One, PS4 e PC.
No dia 30 de Abril de 2018, o jogo ganhou um pacote de expansão para a Copa do Mundo 2018. Foi a primeira vez que a série FIFA não ganhou um jogo eletrônico exclusivo para a Copa.

## Jogabilidade
Assim como seu antecessor, o jogo destaca um modo de campanha para um jogador intitulado "A Jornada" (semelhante ao modo MyCareer na série NBA 2K), onde os jogadores assumem a posição de Alex Hunter, um jovem futebolista tentando deixar sua marca na Premier League. O jogador será capaz de selecionar qualquer um dos 20 clubes da Premier League para jogar no início da temporada. O modo de história também apresenta uma roda de diálogo onde as decisões tomadas durante o jogo interferem diretamente na reação dos outros personagens da história.
Desta vez, além de Alex Hunter, será permitido ao player poder jogar este modo com uma futebolista feminina. O jogador assume o controle de Kim Hunter, a jovem meio-irmã norte-americana do protagonista Alex Hunter, em sua estreia na US National Team, a seleção de futebol dos EUA. É a primeira vez que um personagem feminino pode ser controlado nesse tipo de modo.

## The Journey
O modo "The Journey" retorna a FIFA 18, depois de sua primeira aparição em FIFA 17. O modo ganhou novidades como a customização do personagem e as decisões chaves, que podem alterar o final da história.
A Jornada começa em uma favela do Rio de Janeiro, onde o protagonista Alex Hunter seu melhor amigo Danny Williams jogam uma partida em um campinho. Após o jogo, Hunter retorna à Inglaterra para treinar no time escolhido pelo player no FIFA anterior. Eis então que Alex precisa tomar sua primeira decisão chave. Ele pode dizer à seu assistente, Butler, que está ou não em forma. Se ele responder não, ele terá que fazer uma série de treinos antes de fazer um coletivo. Se ele responder sim, ele irá direto ao coletivo. O time dele então viaja aos Estados Unidos para disputar um torneio de pré-temporada. Ele enfrenta nas semifinais o Real Madrid, no próximo jogo o Bayern ou LA Galaxy, e depois ele disputa um amistoso em Chicago contra a seleção da MLS. Nos EUA ele se reencontra com o pai, Harold Hunter, que ele havia visto pela última vez alguns meses antes, quando Alex tinha sido campeão da FA Cup. Eles reatam e começam a se falar mais.
Voltando para casa, Hunter recebe uma notícia bombástica de seu empresário, Michael Taylor. Ele diz que está negociando uma transferência de Alex com um representante do Real Madrid. O avô do garoto, Jim, encoraja Alex a recusar a proposta, pois ele ainda é muito novo para jogar em um dos maiores clubes do mundo. O neto insiste e diz que esse é o seu sonho de infância. Junto ao empresário, eles fazem um pedido de transferência ao clube, deixando a torcida e os jogadores do próprio time furiosos. Chega o último dia da janela de transferências e Alex é surpreendido quando Michael aparece desesperado em sua casa pedindo que entre em seu carro. Hunter então descobre que a negociação com o Real fracassou, pois o tal negociante era na verdade um golpista que enganou Michael. Eles então vão ao clube de Alex tentar retirar o pedido de transferência, porém o treinador não confia mais em Hunter, o ordenando a treinar com os juniores. No fim da noite, Alex discute com Michael, que admite ter feito isso para tentar aumentar sua reputação, após as falhas na negociação com Gareth Walker. Alex então precisa tomar outra decisão chave. Ele pode demitir Michael (se Alex fizer isso o pai passa a ser o empresário) ou deixá-lo como seu empresário. Alex recebe uma ligação do pai, que está ao lado do jogador Zardes e do assistente técnico Gonzalez, do LA Galaxy, e eles o convidam para jogar na equipe. Vendo que seria melhor que treinar com os atletas da base, Alex aceita.
Na sua apresentação ao Galaxy, uma menina invade seu vestiário. Ele descobre depois que essa menina é sua meia-irmã, chamada Kim Hunter. Kim joga futebol profissional, e chega a ser convocada para um amistoso contra a Alemanha, que Alex pode assistir com o ex-jogador Henry. As coisas andam bem no Galaxy e o time é campeão da MLS. Nas férias de janeiro, Alex se reencontra com Danny e chegam a jogar em um campo onde jogaram quando criança. Até que seu empresário (seu pai ou Michael) chega com propostas de três grandes equipes: Bayern, Atlético de Madrid e PSG.
Após escolher o time, Hunter se surpreende ao saber que o assistente técnico é "Dino", seu assistente na época que Alex estava na Championship. Hunter recebe a oportunidade de escolher um jogador para fazer uma grande dupla (Pode variar entre Griezmann, Dele Alli, Muller, dentre outros). Alex começa a jogar bem, até que durante uma partida ele tem uma grave lesão no joelho e fica fora de combate durante um tempo. Durante o tempo que Alex está lesionado, o jogador pode escolher jogar com Danny, que está em baixa no seu time. A equipe dele chega a final da Carabao Cup contra o time de Walker. Williams o derrota.
Após retornar de lesão, o time de Alex passa por uma má fase, o que pode custar o cargo de Dino. O último objetivo é ganhar a liga ou a copa. Se isso ocorre, Dino agradece Alex e permanece no cargo. Mas, se a equipe for derrotada, Dino irá ser demitido e se despedirá de Alex. Após o fim da história, Alex está com a família em um restaurante de Los Angeles, quando uma mulher chamada Beatriz o liga perguntando se ele quer jogar no Real Madrid. A cena acaba e o desfecho final da história ocorre no FIFA 19.
Elenco de Dublagem The Journey - Brasil
1. Alex Hunter: Vágner Fagundes
2. Kim Hunter: Flora Paulita
3. Danny Williams: Bruno Sangregório
4. Jim Hunter: Tatá Guarnieri
5. Howard Hunter: Milton Levy
6. Catherine Hunter: Suzete Piloto
7. Michael Taylor: Marcelo Salsicha[4]

## Ligas
São as mesmas ligas de FIFA 17, com a única adição da 3. Liga, a terceira divisão da Alemanha.